# Coppa del Mondo di skeleton 2013
La Coppa del Mondo di skeleton 2012/13, ventisettesima edizione della manifestazione organizzata dalla Federazione Internazionale di Bob e Skeleton, è iniziata l'8 novembre 2012 a Lake Placid, negli Stati Uniti d'America e si è conclusa il 16 febbraio 2013 a Soči in Russia. Furono disputate venti gare: nove per quanto concerne gli uomini, altrettante per le donne e due a squadre miste in nove località diverse. 
Questa Coppa del Mondo si è svolta come di consueto in parallelo alla Coppa del Mondo di bob.
Nel corso della stagione si tennero anche i campionati mondiali di Sankt Moritz 2013, in Svizzera, competizioni non valide ai fini della Coppa del Mondo, mentre la tappa di Igls assegnò anche i titoli europei.
Vincitori delle coppe di cristallo, trofeo conferito ai vincitori del circuito, furono il lettone Martins Dukurs per gli uomini il quale, vincendo otto gare sulle nove disponibili (e arrivando secondo nell'unica tappa dove non vinse), si confermò al vertice per la quarta volta consecutiva, e la tedesca Marion Thees per le donne, al suo secondo alloro dopo quello conquistato nella stagione 2008/09.

## Risultati

### Uomini
| Data             | Località             | Primi classificati      | Secondi classificati        | Terzi classificati            |
| ---------------- | -------------------- | ----------------------- | --------------------------- | ----------------------------- |
| 8 novembre 2012  | Lake Placid          | Martins Dukurs Lettonia | Tomass Dukurs Lettonia      | Aleksandr Tret'jakov Russia   |
| 17 novembre 2012 | Park City            | Martins Dukurs Lettonia | Alexander Kröckel Germania  | Aleksandr Tret'jakov Russia   |
| 24 novembre 2012 | Whistler             | Frank Rommel Germania   | Martins Dukurs Lettonia     | Tomass Dukurs Lettonia        |
| 7 dicembre 2012  | Winterberg           | Martins Dukurs Lettonia | Aleksandr Tret'jakov Russia | Christopher Grotheer Germania |
| 14 dicembre 2012 | La Plagne            | Martins Dukurs Lettonia | Aleksandr Tret'jakov Russia | Tomass Dukurs Lettonia        |
| 5 gennaio 2013   | Altenberg            | Martins Dukurs Lettonia | Alexander Kröckel Germania  | Frank Rommel Germania         |
| 12 gennaio 2013  | Schönau am Königssee | Martins Dukurs Lettonia | Frank Rommel Germania       | Aleksandr Tret'jakov Russia   |
| 19 gennaio 2013  | Igls                 | Martins Dukurs Lettonia | Aleksandr Tret'jakov Russia | Tomass Dukurs Lettonia        |
| 15 febbraio 2013 | Soči                 | Martins Dukurs Lettonia | Aleksandr Tret'jakov Russia | Frank Rommel Germania         |

### Donne
| Data             | Località             | Prime classificate            | Seconde classificate                      | Terze classificate            |
| ---------------- | -------------------- | ----------------------------- | ----------------------------------------- | ----------------------------- |
| 8 novembre 2012  | Lake Placid          | Sarah Reid Canada             | Mellisa Hollingsworth Canada              | Marion Thees Germania         |
| 16 novembre 2012 | Park City            | Katie Uhlaender Stati Uniti   | Elizabeth Yarnold Regno Unito             | Anja Huber Germania           |
| 23 novembre 2012 | Whistler             | Marion Thees Germania         | Sarah Reid Canada                         | Elizabeth Yarnold Regno Unito |
| 7 dicembre 2012  | Winterberg           | Shelley Rudman Regno Unito    | Anja Huber Germania                       | Noelle Pikus-Pace Stati Uniti |
| 15 dicembre 2012 | La Plagne            | Katie Uhlaender Stati Uniti   | Sarah Reid Canada e Marion Thees Germania | non assegnato                 |
| 4 gennaio 2013   | Altenberg            | Marion Thees Germania         | Katie Uhlaender Stati Uniti               | Noelle Pikus-Pace Stati Uniti |
| 11 gennaio 2013  | Schönau am Königssee | Noelle Pikus-Pace Stati Uniti | Marion Thees Germania                     | Anja Huber Germania           |
| 18 gennaio 2013  | Igls                 | Elena Nikitina Russia         | Noelle Pikus-Pace Stati Uniti             | Marija Orlova Russia          |
| 16 febbraio 2013 | Soči                 | Noelle Pikus-Pace Stati Uniti | Katie Uhlaender Stati Uniti               | Anja Huber Germania           |

### A squadre
| Data            | Località   | Prima classificata                                                                                  | Seconda classificata                                                                                          | Terza classificata                                                                                 |
| --------------- | ---------- | --------------------------------------------------------------------------------------------------- | --- | -------------------------------------------------------------------------------------------------- |
| 8 dicembre 2012 | Winterberg | Canada Eric Neilson Kaillie Humphries Chelsea Valois Cassie Hawrysh Lyndon Rush Neville Wright      | Germania Alexander Kröckel Anja Schneiderheinze Stephanie Schneider Anja Huber Manuel Machata Gregor Bermbach | Germania Frank Rommel Sandra Kiriasis Franziska Bertels Marion Thees Maximilian Arndt René Tiefert |
| 19 gennaio 2013 | Igls       | Germania Frank Rommel Sandra Kiriasis Janine Tischer Anja Huber Francesco Friedrich Thorsten Margis | Canada John Fairbairn Kaillie Humphries Emily Baadsvik Sarah Reid Lyndon Rush Jesse Lumsden                   | Stati Uniti Matthew Antoine Elana Meyers Lolo Jones Katie Uhlaender Steven Holcomb Nicholas Taylor |

## Classifiche

### Uomini
| Pos. | Nome pilota          | Nazione     | LAK | PKC | WHI | WIN | LAP | ALT | KÖN | IGL | SOČ | Punti |
| ---- | -------------------- | ----------- | --- | --- | --- | --- | --- | --- | --- | --- | --- | ----- |
| 1    | Martins Dukurs       | Lettonia    | 1   | 1   | 2   | 1   | 1   | 1   | 1   | 1   | 1   | 2010  |
| 2    | Tomass Dukurs        | Lettonia    | 2   | 4   | 3   | 5   | 3   | 4   | 5   | 3   | 5   | 1746  |
| 3    | Alexander Kröckel    | Germania    | 7   | 2   | 7   | 6   | 5   | 2   | 4   | 9   | 6   | 1636  |
| 4    | Aleksandr Tret'jakov | Russia      | 3   | 3   | 4   | 2   | 2   | -   | 3   | 2   | 2   | 1632  |
| 5    | Frank Rommel         | Germania    | -   | 5   | 1   | 7   | 12  | 3   | 2   | 5   | 3   | 1499  |
| 6    | Eric Neilson         | Canada      | 16  | 6   | 5   | 8   | 8   | 14  | 8   | 6   | 10  | 1368  |
| 7    | Kristan Bromley      | Regno Unito | 6   | 11  | 6   | 4   | 6   | 6   | 18  | 10  | 15  | 1360  |
| 8    | Christopher Grotheer | Germania    | 14  | 12  | 13  | 3   | -   | 5   | 9   | 7   | 7   | 1232  |
| 9    | John Daly            | Stati Uniti | 4   | 7   | 19  | 11  | 9   | 20  | 11  | 16  | 4   | 1214  |
| 10   | Jon Montgomery       | Canada      | 12  | 14  | 12  | 29  | 9   | 9   | 6   | 8   | 12  | 1160  |

### Donne
| Pos. | Nome pilota           | Nazione     | LAK | PKC | WHI | WIN | LAP | ALT | KÖN | IGL | SOČ | Punti |
| ---- | --------------------- | ----------- | --- | --- | --- | --- | --- | --- | --- | --- | --- | ----- |
| 1    | Marion Thees          | Germania    | 3   | 5   | 1   | 9   | 2   | 1   | 2   | 18  | 4   | 1678  |
| 2    | Anja Huber            | Germania    | 8   | 3   | 8   | 2   | 4   | 5   | 3   | 7   | 3   | 1674  |
| 3    | Katie Uhlaender       | Stati Uniti | 5   | 1   | 7   | 21  | 1   | 2   | 9   | 10  | 2   | 1580  |
| 4    | Elizabeth Yarnold     | Regno Unito | 9   | 2   | 3   | 4   | 8   | 4   | 11  | 9   | 9   | 1546  |
| 5    | Sarah Reid            | Canada      | 1   | 11  | 2   | 6   | 2   | 18  | 5   | 4   | -   | 1413  |
| 6    | Mellisa Hollingsworth | Canada      | 2   | 7   | 5   | 8   | 7   | 19  | 4   | 12  | 14  | 1396  |
| 7    | Shelley Rudman        | Regno Unito | 7   | 5   | 9   | 1   | 10  | 16  | 7   | 11  | 13  | 1393  |
| 8    | Cassie Hawrysh        | Canada      | 11  | 4   | 4   | 7   | 13  | 8   | 14  | 17  | 16  | 1264  |
| 9    | Michelle Steele       | Australia   | 12  | -   | 14  | 5   | 9   | 10  | 7   | 4   | 8   | 1240  |
| 10   | Lucy Chaffer          | Australia   | 6   | 8   | 13  | 12  | 5   | 13  | 15  | 13  | 12  | 1240  |